# Marquesado de Casa Fiel Pérez Calisto
El Marquesado de Casa Fiel Pérez Calisto fue un título nobiliario español concedido por el rey Fernando VII en favor del noble quiteño Pedro José María Pérez Calisto, como reconocimiento a sus ascendientes maternos que murieron por defender la causa del Rey en América.
Además del marquesado, le fue concedido un nuevo escudo de armas familiar compuesto de dos leones afrontados, sosteniendo en alto una corona real, haciendo alusión a sus antepasados Calisto y su heroica lucha en favor de los intereses de España, como antes se mencionó. Tras la muerte de Pedro, sin descendencia, el título fue reclamado por su padre Pedro Pérez Muñoz, quien basaba su pedido en tener los suficientes bienes para mantener el decoro correspondiente a un noble titulado, y que pretendía transmitir el título a uno de los hijos de su segundo matrimonio con la sevillana María del Carmen de Molina y Zuleta, hija del expresidente de la Audiencia de Quito, Joaquín de Molina.

## Rehabilitación del título y cambio de nominación
El título fue "rehabilitado", con rango de nueva concesión, en 1894 por el rey Alfonso XIII en favor de María del Carmen de la Rocha y Pérez-Aranda y Molina, descendiente del citado Pedro Pérez Muñoz y su segunda esposa; aunque bajo el nombre de Marquesado de Fiel Pérez Calixto.

## Marqueses de Casa Fiel Pérez Calisto
|                           | Titular                        | Periodo                   |
| Creación por Fernando VII | Creación por Fernando VII      | Creación por Fernando VII |
| ------------------------- | ------------------------------ | ------------------------- |
| I                         | Pedro José María Pérez Calisto | 1820-1825                 |